# Fernando Herrero Tejedor
Fernando Herrero Tejedor (Castelló de la Plana, 1920 - Adanero, 1975) était un juriste, magistrat, haut fonctionnaire et homme politique espagnol. 
Adepte dès l’adolescence des idées nationalistes d’extrême droite et très impliqué dans la Phalange, Herrero Tejedor mena sous le régime franquiste une carrière dans le corps judiciaire (notamment comme membre du Tribunal suprême) ainsi que dans la haute administration (comme gouverneur civil de plusieurs provinces). Devenu à l’âge mûr membre aperturiste (c’est-à-dire prônant l’ouverture politique) de l’Opus Dei et un confident du prince prétendant Juan Carlos, il intervint à partir de mars 1975 dans la politique nationale, comme ministre-secrétaire général du Movimiento Nacional dans l’avant-dernier gouvernement de Franco, mandat ministériel auquel un accident de la route fatal allait bientôt mettre un terme.

## Biographie

### Origines familiales et jeunes années
Né à Castelló de la Plana en 1920, d’un père commandant d’intendance, Herrero Tejedor adhéra de bonne heure au nationalisme radical et, à l’éclatement de la Guerre civile en juillet 1936, commença à servir activement la cinquième colonne valencienne. Au terme du conflit, il s’affilia à la FET y de las JONS, le parti unique de Franco, et entreprit des études de droit à l’université de Valence. En possession de sa licence, il s’engagea, sur concours, dans l’appareil judiciaire.
Il épousa en 1948 Joaquina Algar Forcada, avec qui il eut trois enfants, parmi lesquels Luis Herrero-Tejedor Algar, journaliste, et Fernando Herrero-Tejedor Algar, procureur auprès du Tribunal suprême.

### Parcours politique

#### Dans le Mouvement national et la haute administration
Pendant ses études de droit à Valence, Herrero Tejedor exerça différentes fonctions dans le Syndicat espagnol universitaire (SEU), le syndicat universitaire d’affiliation obligatoire sous le franquisme. Son cursus achevé, il fut nommé à la tête du Service de justice et de droit de la province de Castellón. Son engagement aux côtés du régime franquiste lui valut d’être nommé peu après sous-chef puis en 1955 chef provincial du Mouvement national, en même temps que gouverneur civil (les deux fonctions étant alors indissociables) dans la même province.
Toujours en 1955, il fut désigné gouverneur civil de la province d'Ávila, mandat pendant lequel, par l’intermédiaire de son professeur de droit, il noua connaissance avec Adolfo Suárez, dont il fit son secrétaire particulier. L’année suivante, il fut désigné gouverneur civil de la province de Logroño, et assuma en 1957 la charge de Délégué national des provinces au Secrétariat général du Mouvement national, se maintenant à ce poste jusqu’en février 1961, date à laquelle il accéda à la fonction de Vice-secrétaire général du Mouvement. En septembre 1965, à l’issue d’une lutte politique qui l’avait opposé à José Solís Ruiz, il finit par renoncer à son poste et partit officier comme procureur auprès du Tribunal suprême et, à ce titre, également comme membre du Conseil d’État.
Il siégea au Conseil national du Mouvement et comme procurateur (c’est-à-dire député) aux Cortes. Il se vit aussi confier la charge de vice-président de la délégation espagnole auprès de l’Union interparlementaire.
Herrero Tejedor n’était pas insensible à la question sociale, ainsi qu’il ressort d’un discours prononcé à Castelló de la Plana en juin 1962, où il qualifia l’aspect social de « la grande préoccupation de notre temps » et sa prise en compte, par le truchement des syndicats, comme la condition de la réussite du futur Plan de développement économique. La position d’Herrero Tejedor au sein du régime franquiste peut passer pour assez singulière, attendu qu’il était réputé phalangiste tout en ayant des liens notoires avec l’Opus Dei, courants de pensée supposés contradictoires. Présumé proche du prince d’Espagne, le futur roi Juan Carlos Ier, il était considéré depuis le milieu de la décennie 1960 comme une personnalité politique destinée à jouer un rôle dans la période après la disparition de Franco.

#### Ministre-secrétaire général du Mouvement (1975)
Le 5 mars 1975, Franco procéda à un remaniement du gouvernement d’Arias Navarro. Le changement le plus significatif était la désignation, en remplacement d’Utrera Molina, d’Herrero Tejedor au poste de Secrétaire général du Mouvement, charge qui avait rang de ministre et qu’il allait exercer jusqu’à sa mort accidentelle en juin de la même année,.
Herrero Tejedor était un aperturiste avoué (c’est-à-dire un partisan de l’ouverture) et la seule figure importante du Mouvement à être en même temps membre de l’Opus Dei. Pour le prétendant au trône Juan Carlos, il était l’un des deux hommes de contact dont il disposait au gouvernement. Herrero Tejedor choisit pour Vice-secrétaire son bras droit Adolfo Suárez. Franco acquiesça à la nomination de Herrero Tejedor en raison de son honnêteté, de ses capacités et de sa discrétion, qualités qui s’étaient fait jour notamment à l’occasion du rapport officiel qu’en qualité de procureur du Tribunal suprême il avait été amené à rédiger en septembre de l’année précédente sur l’attentat contre Carrero Blanco. En outre, le Caudillo, assuré de la loyauté de Herrero Tejedor, savait aussi que celui-ci n’appartenait pas au cercle d’amis d’Arias Navarro et qu’il était donc susceptible d’être un facteur d’équilibre dans le nouveau gouvernement.
Comme ministre-secrétaire du Mouvement, Herrero Tejedor présidait la Commission permanente du Conseil national, laquelle était habilitée, en vertu de la nouvelle loi, à agréer les associations politiques. Il semble qu’il ait été convaincu qu’un bouquet d’associations, comprenant en particulier l’Unión del Pueblo Español (UDPE), pourrait servir de vecteur de transition vers un système politique réformé placé sous l’égide de la monarchie.
Dans les résultats d’une enquête menée par la revue La Actualidad Española auprès de journalistes spécialisés en avril 1975, où il leur avait été demandé de nommer les 25 personnalités politiques espagnoles promises au « plus grand avenir », le nom d’Herrero Tejedor figurait à la 22e place.

### Décès et hommages
Fernando Herrero trouva la mort dans un accident de voiture le 12 juin 1975 près de la localité d’Adanero, dans la province d'Ávila,. Le drame, qui représentait un rude revers pour les plans de réforme du gouvernement, eut lieu peu avant neuf heures du soir, quand la voiture officielle dans laquelle Herrero Tejedor se déplaçait, une Dodge 3700 GT, entra en collision avec un camion qui avait négligé de céder la priorité au carrefour des routes nationales VI et 403. Fernando Herrero revenait d’une visite officielle à Palencia, où il avait présidé l’inauguration de la Maison provinciale du Movimiento Nacional. C’est José Solís qui devait lui succéder.
Le 28 février 1975, la municipalité de Castelló de la Plana l’honora du titre de Fils de prédilection (Hijo Predilecto) de la ville.

## Distinctions
- Grand-croix de l'ordre d'Isabelle la Catholique